# 李方子
李方子（日语：／ Ri Masako；：／ I Bang-ja，1901年11月4日—1989年4月30日），日本皇族、朝鮮王公族。久邇宮朝彥親王第四子梨本宮守正王長女，嫁予前大韓帝國皇太子李垠，稱李王妃方子女王（／ Riōhi Masako-joō）；戰後喪失王族身分而隨夫姓，改名李方子。

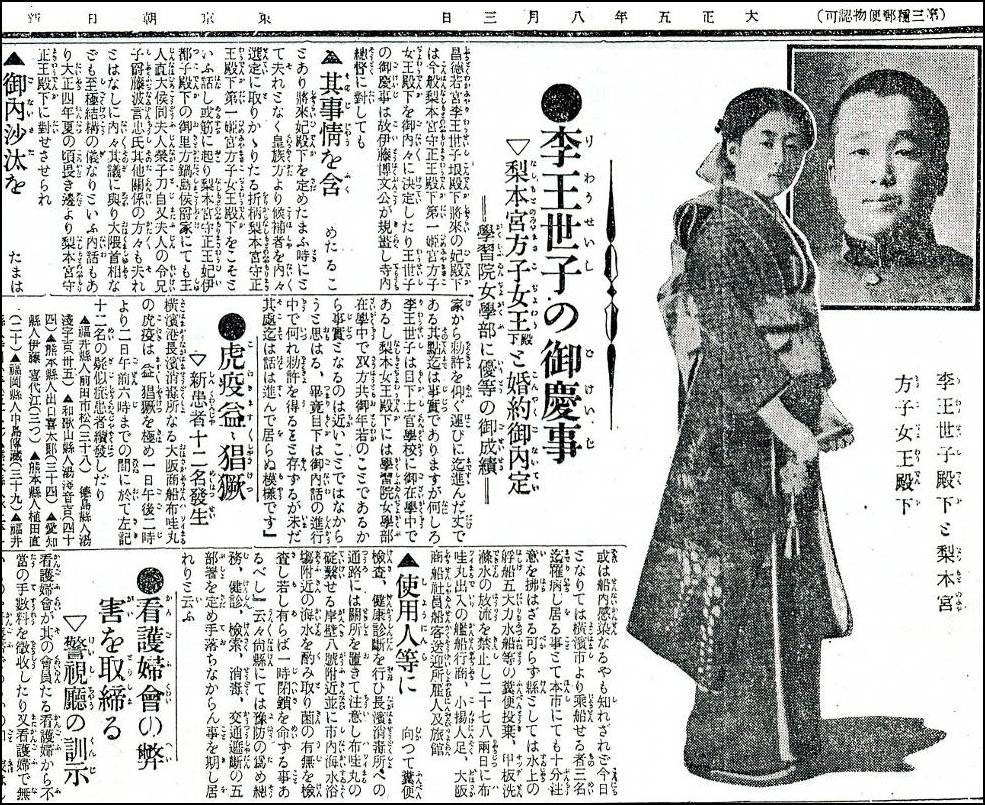
1916年8月3日东京朝日新闻 报道订婚

## 生平

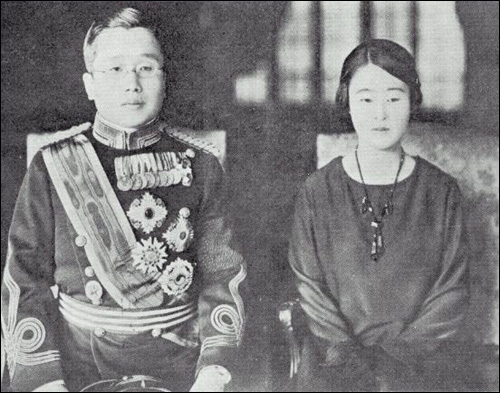
李垠与方子夫妇 1923年

方子誕生於1901年11月4日，為皇族梨本宮守正王與王妃伊都子之間所生下的第一王女、北朝第三代天皇崇光天皇第十七世孫女，封為女王。她原本名列皇太子裕仁親王（昭和天皇）的太子妃候選名單內，但在就讀學習院女子中等科時，被安排與李王家的世子李垠訂婚；堂妹良子入選太子妃，即後來的香淳皇后。方子於女子學習院高等科畢業後的1920年4月，與李垠正式結婚成為李王世子妃；並得到天皇的允許，仍同時保有女王的頭銜。二人的婚姻實際上是日韓併合後為達到「内鮮一體」目的而進行的政治聯姻；雖然如此，方子與李垠之間的感情可謂十分良好。高宗临终前一年、以及纯宗都提出在朝鲜按民族传统举行婚礼，但是意見不被採納。最终李垠着日本军装，方子身穿西服，按日本规矩在日本举行典礼。婚车驶过街区时，朝鲜青年徐相漢向他们投掷自制炸弹，未爆炸。被捕后徐相漢说：“我对这对新人并无个人仇恨，但我对日本人搞的这种充满阴谋的政治婚姻深恶痛绝。”被判刑四年，是為李王世子暗殺未遂事件。
1921年，兩人之間的第一王子李晉誕生。1922年4月23日乘船抵釜山后改乘火车赴汉城，到昌德宫拜见纯宗，28日又按王室安排重新补行婚礼，穿的婚服是李垠幼年时高宗和严皇貴妃亲自为他们准备、专门在中国定制的。5月7日夜，李晋突患重病，11日死亡。經過診斷，晉的死因是急性消化不良。另一方面，日本軍方與朝鮮兩邊皆流傳晉是被毒殺的謠言。隨著純宗在1926年病故，李垠繼任為昌德宮李王垠，而方子的頭銜也變為李王妃方子女王。1931年，兩人之間的第二王子玖誕生（2005年逝世）。
1945年8月15日，戰爭結束，日本投降，李垠夫婦失去了王公族的身份、方子冠以夫姓，成為在日韓國人。李垠想要回到韓國，卻被第一任總統李承晚阻撓。1960年，李垠中風病倒。李承晩下台後的1963年，在總統朴正熙的安排下，李垠與方子夫妻得以回國。1970年，李垠逝世。歸化韓國籍的李方子，致力於援助智障兒童與殘障兒童的活動，以自己興趣專長所在的七寶燒技能成立首爾七寶燒研究所，藉由自己製作的七寶燒來募集資金，設立智障兒童的設施「明暉園」與智障兒童教養機構「慈惠學校」。
同時，在戰後混亂期裡，滯留在韓國或是急忙遠渡韓國等等因各種理由而居於韓國的日本妻子們，組成一個在韓日本婦女會，名為「芙蓉會」，由方子擔任初任名譽會長。

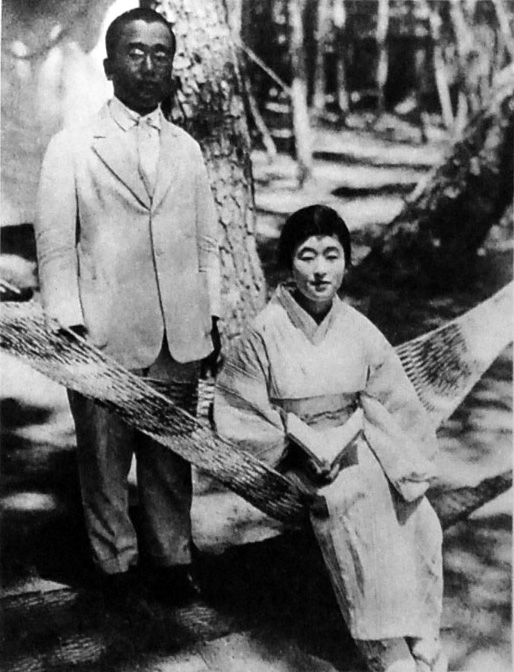
1924年

1989年4月30日逝世，享年八十七歲。葬禮遵從舊令，以韓國皇太子妃的地位進行准國葬，日本方面由三笠宮崇仁親王與其妻百合子代表參與儀式。韓國後來追贈她國民勳章无穷花章（勳一等），而全州李氏大同宗約院為她上私諡顯德貞穆溫靖慈行妃（현덕정목온정자행비）。

## 世系
| 李王妃方子女王 | 父： 梨本宮守正王   | 祖父： 久邇宮朝彥親王 | 曾祖父： 伏見宮邦家親王   |
| 李王妃方子女王 | 父： 梨本宮守正王   | 祖父： 久邇宮朝彥親王 | 曾祖母： 女房鳥居小路信子 |
| 李王妃方子女王 | 父： 梨本宮守正王   | 祖母: 女房原田光枝子  | 曾祖父: 不詳              |
| 李王妃方子女王 | 父： 梨本宮守正王   | 祖母: 女房原田光枝子  | 曾祖母： 不詳             |
| 李王妃方子女王 | 母： 守正王妃伊都子 | 祖父： 鍋島直大       | 曾祖父： 鍋島直正         |
| 李王妃方子女王 | 母： 守正王妃伊都子 | 祖父： 鍋島直大       | 曾祖母： 不詳             |
| 李王妃方子女王 | 母： 守正王妃伊都子 | 祖母： 鍋島榮子       | 曾祖父： 廣橋胤保         |
| 李王妃方子女王 | 母： 守正王妃伊都子 | 祖母： 鍋島榮子       | 曾祖母： 不詳             |

## 相關影視作品
- 富士電視台方子女王扮演者
  - 《架上彩虹的王妃（日语：奇跡の夫婦愛スペシャル）》 菅野美穗（2006）

## 相關連結
- 李垠
- 李王家
- 梨本宮
- 梨本宮守正王

## 外部連結
- 流轉的王女・李方子 （页面存档备份，存于）
- 關連家系圖
- 왕공족보(王公族譜) （页面存档备份，存于）